# Armando Albano
Armando Albano (São Paulo, 19 de julho de 1909 — Rio de Janeiro, 11 de junho de 1942) foi um jogador de basquetebol brasileiro.

## Trajetória esportiva
Armando Albano disputou pela Seleção Brasileira de Basquete três campeonatos sul-americano masculinos. Em 1934, quando o Brasil terminou a competição em 3° lugar, ele fez 39 pontos em apenas cinco jogos. Foi o "cestinha" da delegação que viajou para a disputa na Argentina. Em 1935 fez 31 pontos em quatro jogos, ajudando a levar a seleção ao vice-campeonato frente à Argentina (que conquistava neste ano o bicampeonato) em pleno Rio de Janeiro. Armando Albano foi o segundo maior pontuador brasileiro, atrás somente de Arnaldo Albano.
Em 1939, novamente no Rio de Janeiro, Armando Albano disputou o Sul-Americano pela terceira ocasião. Desta vez, marcou apenas seis pontos nos dois únicos jogos em que entrou em quadra. Pouco, mas o suficiente para ajudar seu país a ser campeão daquele ano.
Armando Albano Iniciou a carreira no Palestra Itália, atual Sociedade Esportiva Palmeiras. Depois foi para o Fluminense Football Club, por quem foi aos Jogos Olímpicos de Verão de 1936 e sagrou-se campeão sul-americano em 1939, posteriormente tornando-se jogador do Botafogo Football Club. Em 11 de junho de 1942, numa partida válida pelo Campeonato Carioca de Basquete de 1942 disputada no ginásio do Mourisco Mar contra o Club de Regatas Botafogo, Armando entrou em quadra atrasado. No intervalo do jogo, ao abaixar-se para pegar uma bola, Armando teve um infarto fulminante. A morte do atleta foi o pretexto necessário para que os presidentes dos dois Botafogos se unissem a fim de realizar a fusão dos clubes. Após seis meses do falecimento de Armando Albano, era oficializada a criação do Botafogo de Futebol e Regatas.